# Campeonato de Fútbol de Asia Oriental de 2019
El Campeonato de Fútbol de Asia Oriental de 2019 fue la octava edición del torneo de la Federación de Fútbol de Asia Oriental para selecciones masculinas de fútbol de categoría absoluta. Su fase final se desarrolló en Corea del Sur por tercera vez.
El campeón fue Corea del Sur, logrando el título por quinta ocasión, tercera de forma consecutiva y siendo también la primera vez en la que un local logra el título en la historia del certamen.

## Sedes
| Busan                  | Busan                   |
| ---------------------- | ----------------------- |
| Estadio Asiad de Busan | Estadio Gudeok de Busan |
| Aforo: 53 769          | Aforo: 12 349           |
|                        |                         |

## Selecciones participantes
| Selecciones participantes | Selecciones participantes | Selecciones participantes | Selecciones participantes |
| ------------------------- | ------------------------- | ------------------------- | ------------------------- |
| Corea del Sur             | China                     | Hong Kong                 | Japón                     |

## Resultados
- Los horarios son correspondientes al huso horario de Corea del Sur (UTC+9).

| Pos. | Equipo               | Pts. | PJ | G | E | P | GF | GC | Dif. | Result     |
| ---- | -------------------- | ---- | -- | - | - | - | -- | -- | ---- | ---------- |
| 1    | Corea del Sur (C, H) | 9    | 3  | 3 | 0 | 0 | 4  | 0  | +4   | Campeón    |
| 2    | Japón                | 6    | 3  | 2 | 0 | 1 | 7  | 2  | +5   | Subcampeón |
| 3    | China                | 3    | 3  | 1 | 0 | 2 | 3  | 3  | 0    | 3° Lugar   |
| 4    | Hong Kong            | 0    | 3  | 0 | 0 | 3 | 0  | 9  | −9   | 4° Lugar   |

 Fuente: EAFF.com
| 10 de diciembre de 2019 | China             | 1:2 (0:1) | Japón                  | Estadio Gudeok, Busan                                    |                                                          |
| 19:30                   | Dong Xuesheng 90' | Reporte   | Suzuki 29' · Miura 70' | Asistencia: 800 espectadores Árbitro(s): Ilgiz Tantashev | Asistencia: 800 espectadores Árbitro(s): Ilgiz Tantashev |

| 11 de diciembre de 2019 | Corea del Sur                        | 2:0 (1:0) | Hong Kong | Estadio Asiad, Busan                                   |                                                        |
| 19:30                   | Hwang In-beom 45+1' · Na Sang-ho 82' | Reporte   |           | Asistencia: 1.070 espectadores Árbitro(s): Shaun Evans | Asistencia: 1.070 espectadores Árbitro(s): Shaun Evans |

| 14 de diciembre de 2019 | Japón                                      | 5:0 (4:0) | Hong Kong | Estadio Gudeok, Busan                                               |                                                                     |
| 19:30                   | Suga 8' · Tagawa 14' · Ogawa 26' 45+1' 58' | Reporte   |           | Asistencia: 1.276 espectadores Árbitro(s): Mohd Amirul Izwan Yaacob | Asistencia: 1.276 espectadores Árbitro(s): Mohd Amirul Izwan Yaacob |

| 15 de diciembre de 2019 | Corea del Sur   | 1:0 (1:0) | China | Estadio Asiad, Busan                                     |                                                          |
| 19:30                   | Kim Min-jae 13' | Reporte   |       | Asistencia: 7.916 espectadores Árbitro(s): Muhammad Taqi | Asistencia: 7.916 espectadores Árbitro(s): Muhammad Taqi |

| 18 de diciembre de 2019 | Hong Kong | 0:2 (0:1) | China                                | Estadio Asiad, Busan                                        |                                                             |
| 16:15                   |           | Reporte   | Ji Xiang 8' · Zhang Xizhe 71' (pen.) | Asistencia: 1.867 espectadores Árbitro(s): Sivakorn Pu-udom | Asistencia: 1.867 espectadores Árbitro(s): Sivakorn Pu-udom |

| 18 de diciembre de 2019 | Corea del Sur     | 1:0 (1:0) | Japón | Estadio Asiad, Busan                                        |                                                             |
| 19:30                   | Hwang In-beom 28' | Reporte   |       | Asistencia: 29.252 espectadores Árbitro(s): Ilgiz Tantashev | Asistencia: 29.252 espectadores Árbitro(s): Ilgiz Tantashev |

|                                  |
|                                  |
| Campeón Corea del Sur 5.º título |

## Estadísticas

### Goleadores
3 goles
- Kōki Ogawa

2 goles
- Hwang In-beom

1 gol
- Dong Xuesheng
- Ji Xiang
- Zhang Xizhe
- Genta Miura
- Daiki Suga
- Musashi Suzuki
- Kyosuke Tagawa
- Kim Min-jae
- Na Sang-ho

### Premios
| Mejor portero | Mejor defensor | Goleador   | Mejor jugador |
| ------------- | -------------- | ---------- | ------------- |
| Kim Seung-gyu | Kim Min-jae    | Kōki Ogawa | Hwang In-beom |